# دار الواسعة
دار الواسعة إحدى القرى اللبنانية من قرى قضاء بعلبك في محافظة بعلبك الهرمل.
تقع إلى الغرب من مدينة بعلبك